# Шумбер
Шумбер је насељено место у хрватском делу Истре. Налази се на територији општине Света Недеља.

## Историја
Господари Шумбера помињу се од 13. до 15. века када каштел Шумбер доспева под власт племића из Лупоглава.

## Културно-историјски споменици
На крају села се налази црква Св. Ивана и Павла, подигнута 1679. на месту старије цркве из 1553. године са глагољским натписом. Црква је у лошем стању. У бољем стању је црква Св. Квирина на гробљу, велика готичка капела, која има глагољски натпис из 1540. који се односи на поправак крова цркве. Близу гробља постоји и црква Св. Марије од Дрена, која је посвећена 1440. а свој данашњи изглед добила је темељном обновом у 18. и 19. веку.

## Становништво
На попису становништва 2011. године, Шумбер је имао 381 становника.

## Попис1991.
На попису становништва 1991. године, насељено место Шумбер је имало 524 становника, следећег националног састава:
| Попис 1991.‍  | Попис 1991.‍  | Попис 1991.‍ | Попис 1991.‍ | Попис 1991.‍ |
| ------------ | ------------ | ----------- | ----------- | ----------- |
|              |              |             |             |             |
| Хрвати       | Хрвати       |             | 239         | 45,61%      |
| Италијани    | Италијани    |             | 4           | 0,76%       |
| Муслимани    | Муслимани    |             | 3           | 0,57%       |
| Срби         | Срби         |             | 3           | 0,57%       |
| Југословени  | Југословени  |             | 2           | 0,38%       |
| Албанци      | Албанци      |             | 1           | 0,19%       |
| Словенци     | Словенци     |             | 1           | 0,19%       |
| неопредељени | неопредељени |             | 13          | 2,48%       |
| регион. опр. | регион. опр. |             | 248         | 47,32%      |
| непознато    | непознато    |             | 10          | 1,90%       |
| укупно: 524  |              |             |             |             |